# Paolo Kessisoglu
Pour les articles homonymes, voir Kessisoglu.
Paul Kessisoglu, né à Gênes le 25 juillet 1969 , est un acteur et présentateur de télévision italien, surtout connu pour le duo Luca e Paolo (it) formé avec son ami Luca Bizzarri.

## Biographie
Paolo Kessisoglu naît dans une famille génoise d'origine arménienne. En 1991, il rencontre Luca Bizzarri avec qui il forme un duo comique. Lors de la saison 1997-1998, ils font partie du groupe Cavalli Marci (it) qui sera la vedette de l'émission de télévision Ciro, il figlio di Target (it), présentée par Enrico Bertolino (it).

## Filmographie partielle
- 1999 : E allora mambo! (it) de Lucio Pellegrini (it)
- 2000 : Tandem (it) de Lucio Pellegrini
- 2000 : Le follie dell'imperatore (titre original The Emperor's New Groove) de Mark Dindal : Kronk (voix)
- 2002 : La foresta magica (it) de Manolo Gómez, Ángel de la Cruz (voix)
- 2005 : ...e se domani (it)  de Giovanni La Parola
- 2008 : Astérix aux Jeux olympiques de Frédéric Forestier et Thomas Langmann : Un commentateur sportif
- 2008 : La Fée Clochette de Bradley Raymond (voix)
- 2009 : Clochette et la Pierre de lune de Klay Hall (voix)
- 2010 : Clochette et l'Expédition féerique de Bradley Raymond (voix)
- 2013 : Colpi di fortuna de Neri Parenti